# Back River (Barnard River)
Der Back River ist ein Fluss im Osten des australischen Bundesstaates New South Wales.
Er entspringt in der Nähe der Kleinstadt Hanging Rock in der Back River Reserve. Von dort fließt er nach Südosten durch unbesiedeltes Gebiet und mündet bei der Tomalla Nature Reserve in den Barnard River.